# The Final Frontier (album de Keel)
Pour les articles homonymes, voir The Final Frontier.
Albums de Keel
The Right to Rock
(1985) Keel
(1987)
The Final Frontier est le 3e album studio du groupe américain Keel sorti en 1986.

## Liste des titres
| No  | Titre                     | Auteur                                            | Durée |
| --- | ------------------------- | ------------------------------------------------- | ----- |
| 1.  | The Final Frontier *      | Ron Keel, Kenny Chaisson                          | 3:20  |
| 2.  | Rock & Roll Animal        | Marc Ferrari                                      | 4:47  |
| 3.  | Because the Night *       | Bruce Springsteen, Patti Smith                    | 3:47  |
| 4.  | Here Today, Gone Tomorrow | Keel                                              | 4:06  |
| 5.  | Arm and a Leg             | Marc Ferrari, Ron Keel, Kenny Chaisson, Brian Jay | 3:08  |
| 6.  | Raised on Rock *          | Marc Ferrari                                      | 3:10  |
| 7.  | Just Another Girl         | Ron Keel                                          | 3:16  |
| 8.  | Tears of Fire *           | Marc Ferrari                                      | 4:20  |
| 9.  | Nightfall                 | Marc Ferrari                                      | 1:56  |
| 10. | No Pain, No Gain          | Ron Keel                                          | 3:44  |

* : Parus en single.

## Composition du groupe
Keel
- Ron Keel: Chants & Guitare
- Marc Ferrari: Guitare Rythmique & Solo
- Brian Jay: Guitare Rythmique & Solo
- Kenny Chaisson: Basse & Chœurs
- Dwain Miller: Batterie & Chœurs

Musiciens additionnels
- Joan Jett: Guitare sur Raised on Rock
- Mitch Perry: Guitare sur Tears of Fire
- Michael Des Barres: Chants sur Raised on Rock
- Jaime St. James: Chants sur Rock & Roll Animal
- Gregg Giuffria: Chants sur No Pain, No Gain